# أحمد العبد الواحد
أحمد بن عبد الواحد العبد الواحد العباسي الهاشمي (1988 - 1990) هو تاجر سعودي عُرف بتجارته في المنطقة الشرقية، وُلد في البديع وارتحلت عائلته إلى الدمام، توفي والده في السابعة من عمره، تعلم القراءة والكتابة والحساب وعلوم الدين والقرآن، وكان محباً لقراءة الكتب والتاريخ، توفي في الدمام عن عمر 90 عاماً.

## سيرة شخصية
بدأ حياته العمليَّة لدى شخص من جماعته يُدعى محمَّد بن أحمد الخان العباسي، وقد كان موهوباً في الأعمال الحسابية والتجارية، حيث عمل خياطاً وبائع للمواد الغذائية في سوق الدمام البسيط، وقد كبر المحل ونمت تجارته فأصبح يزوَّد إمارة المنطقة الشرقية، وكان حائزاً على ثقة الأمير سعود بن عبد الله بن جلوي آل سعود بسبب صدق تجارته وأمانته، وقد كلفه الأمير بمهمة التعريف بأبناء العرب الهولة، كما عين كعضو من أعضاء هيئة النظر لحل النزاعات التجارية في الإمارة، وكان يلجأ إليه الناس لحل نزاع، وكان غالباً ما يرضي جميع الأطراف.
دخل عالم الأثاث بعد مهنة الخياطة، وأسس شركة العبد الواحد في الدمام، وكانت بداية الاستيراد من سوريا وبعد أن نمت تجارته اتجه لاستيراد الأثاث من الولايات المتحدة وعدد من الدول الأوروبية، وبعد ذلك قرر تصنيع الأثاث محلياً، حيث أوقف استيراد المفروشات والأثاث بكافة أنواعها وأقام مصنعاً متكاملاً للأثاث في منطقة الخالدية بمدينة الدمام، وقد استطاع أن يحقق ثروة وامتلاك عدد من العقارات والاستثمارات، كما اشترى مجمع سكني للعائلة كاستثمار عقاري يعود بالنفع لأبناء العائلة.
وقد كان جواداً كريماً وله مساهماته المعروفة منها والمخفية في الصدقات ودعم الجمعيات الخيرية، كما كان سباقاً لحضور الأفراح والعزاء وعيادة المرضى والمناسبات الإجتماعية.

## وفاته
توفي في 17 ربيع الأول 1411 هـ / 6 أكتوبر 1990 م عن عمر يناهز 90 عاماً.